# 코노미 타케시
코노미 타케시(일본어: 許斐 剛 고노미 다케시[*], 1970년 6월 26일 ~ )는 일본의 만화가로, 테니스의 왕자 시리즈를 만든 것으로 유명하다. 2023년 2월 26일, 코노미는 더 이상 두 발로 걸을 수 없어 휠체어를 사용해야 한다고 밝혔다.

## 인물
매년 국세청은 일본에서 연예인을 위한 최고 소득세 납세자 명단을 발표한다. 소득세가 높을수록 실제 추정소득이 더 높다. 그러나 한 사람이 더 많은 돈을 번 다른 사람보다 더 많은 세금을 내는 것은 가능하다. 그는 2002년에 납세 명단 9위를 차지했다. 2014년 1월 15일, 코노미 다케시는 슈에이샤의 주간 소년 점프 잡지로 복귀한다고 발표했다.

## 작품 목록
- 테니스의 왕자 (테니스에 관한 만화이자 한때 일본에서 가장 인기였던 스포츠 만화, 1999년 7월 ~ 2008년 3월)
- 테니스의 왕자의 스핀오프 (2008년 11월 ~ 현재)
- 테니스의 왕자 2, 테니스의 왕자의 후속작
- 쿨 -렌탈 보디가드-
- 문 워커, 단편